# River Runs Again: Live 2003
River Runs Again: Live 2003 — двойной концертный альбом и DVD группы Life of Agony, вышедшие в 2003 году на лейбле SPV Records.

## Об альбоме
Запись концертного выступления была произведена в январе 2003 года в Нью-Йорке. CD-релиз дополнен тремя бонус-треками из репертуара сольных проектов участников. DVD издание в качестве бонусного материала содержит интервью с музыкантами, любительские концертные и закулисные съёмки, биографию группы, дискографию, а также фотогалерею. Кроме того DVD предусматривает в качестве субтитров выбор из 6 языков: немецкий, французский, испанский, португальский, итальянский и шведский.
Релиз был издан также ограниченным тиражом, включающим в себя как DVD, так и оба CD диска.

## Критика
Интернет-сайт musica.mustdie.ru назвал CD-издание данного релиза второсортным американским барахлом, которое вряд ли найдёт среди европейских и российских слушателей отклик. Для американского же слушаетеля музыка будет близка и понятна. В качестве музыкальной стилистики, представленной на релизе, интернет-ресурс называет совмещение таких стилей как альтернативный рок и современный американский метал.
Российский журнал Dark City, поставив релизу 2 балла из 5, отметил скромный двухканальный звук DVD-издания, весьма посредственные съёмки и свет.

## Список композиций (CD)

### CD 1
1. River Runs Red
2. This Time
3. Other Side Of The River
4. I Regret
5. Weeds
6. Seasons
7. Hope
8. Method Of Groove
9. How It Would Be
10. Bad Seed
11. Heroin Dreams

### CD 2
1. Tangerine
2. Lost At 22
3. My Mind Is Dangerous
4. Let is Pretend
5. Underground
6. My Eyes
7. Through And Through
8. Consequence[3]
9. Were What I Say[3]
10. Fake[3]

## Сэт-лист концерта (DVD)
1. River Runs Red
2. This Time
3. Other Side Of The River
4. I Regret
5. Weeds
6. Seasons
7. Hope
8. Method Of Groove
9. How It Would Be
10. Bad Seed
11. Heroin Dreams
12. Tangerine
13. Lost At 22
14. My Mind Is Dangerous
15. Let is Pretend
16. Underground
17. My Eyes
18. Through & Through